# マガダン州

マガダン州
ロシア語: Магаданская область

マガダン州（マガダンしゅう、Магаданская область; Oblast Magadan）はロシア連邦の州（オーブラスチ）。州都はマガダン。極東連邦管区に属する。
東はカムチャツカ地方（旧コリャーク管区）、南はハバロフスク地方、西はサハ共和国、北はチュクチ自治管区に接している。
人口の約半分はマガダン市に集中している。

## 地理
面積の4分の3をツンドラ、森林ツンドラが占める。コリマ山脈が走り、オホーツク海に面する。

## 行政区画

### 主な都市・居住地
- マガダン
- ススマン
- オラ
- ソコル
- ヤーゴドノエ
- オロトゥカーン
- オムスクチャン

## 歴史
ロシア人の定住は17世紀に始まったが、人口の流入が急激に増加したのはソビエト連邦時代に流刑地とされてから。1928年に流刑処分にされた政治犯らの手でナガエフ港と居住地が建設されたことから発展、居住地が1939年にマガダン市に昇格する頃には、マガダンを拠点とするラーゲリ網の整備も進んだ。1953年12月3日に州が設置された。

## 産業
主要な産業は金や銀、錫、タングステンの採掘・精錬。モリブデン、銅なども産する。唯一マガダンが産業の中心地で、漁業ではほかに何か所かに輸出用加工会社がある。最近石炭開発の関心が高まっている。中期的に見れば石油・天然ガスも有望である。農業は発展していない。
金鉱開発は、1930年代にラーゲリが設置されて開発が進められたコルィマ鉱山（鉱山群）が現在も稼働しているほか、1990年代以降はクバカ鉱山、シコリノエ鉱山、ドゥジュリエッタ鉱山など新しい金鉱の開発も進められている。地域の年間産出量は、2005年現在で約30t。過酷な労働条件下の鉱山の存在により、地域の平均賃金は周辺の州よりも高いが、人口に占める男性の比率が高いという現象も見られる。
豊富な天然資源にもかかわらず、経済は低迷している。厳しい自然とインフラ未整備に加え、ソ連崩壊により住民が離れたため多数の会社が倒産した状況がある。しかし、外資導入により経済再生を目指す動きもある。

## 交通
- マガダン郊外にはソコル空港がある。

- 鉄道は通っていない。

- コルィマ街道（ロシア連邦道路R504）

## 標準時
この地域は、マガダン時間帯の標準時を使用している。時差はUTC+11時間で、夏時間はない。（以前はマガダン時間を使用していて、2011年3月までは標準時がUTC+11時間で夏時間がUTC+12時間、同年3月から2014年10月までは通年UTC+12時間、2016年4月まではウラジオストク時間を使用していて、通年UTC+10であった）